# Presó de Sednaya
La Presó de Sednaya (en àrab سجن صيدنايا o Sajn Ṣaydnāyā), que també era anomenada "Escorxador humà" (en àrab المسلخ البشري), va ser una presó militar prop de Damasc a Síria operada pel govern sirià. La presó es va utilitzar per contenir milers de presoners, tant detinguts civils com rebels antigovernamentals, així com presos polítics. L'Observatori Sirià dels Drets Humans (SOHR) va estimar el gener de 2021 que 30.000 detinguts van ser assassinats brutalment pel règim de Baixar al-Àssad a Sednaya per tortures, maltractaments i execucions massives des de l'esclat de la guerra civil de Síria, mentre que Amnistia Internacional va estimar el febrer de 2017 “que entre 5.000 i 13.000 persones van ser executats extrajudicialment a Saydnaya entre setembre de 2011 i desembre de 2015".
Les organitzacions de drets humans van identificar més de 27 presons i centres de detenció gestionats pel govern d'Assad a tot el país on els detinguts eren torturats i assassinats habitualment. Un desertor de les fonts d'Assad va treure de contraban desenes de milers de fotografies d'aquestes presons, que mostraven els cossos de qui havien estat assassinats. El desertor va declarar que havia fotografiat personalment els morts i que existien arxius de mil fotografies més d'altres víctimes.
Un antic reclús de la presó que va ser detingut per participar en una protesta pacífica no violenta va dir a Amnistia Internacional que a Sednaya els presos es van veure obligats a triar entre morir-se ells mateixos o matar un dels seus propis familiars o amics. L'antic reclús també va afirmar que a la primera presó on va estar, els presos també eren obligats al canibalisme, però aquesta presó era "el cel" en comparació amb la presó de Sednaya. Segons el reclús, l'altra presó (Sucursal 215) era "per interrogar" (inclòs mitjançant la tortura), però quan això es va fer, el van traslladar a Sednaya "per morir".
A la presó es dugueren a terme una gran varietat de pràctiques de tortura inhumanes; que van ser de pallisses perpètues, a agressions sexuals, decapitacions, violacions, cremades greus i l'ús de taules articulades conegudes com a "catifes voladores" que servien per doblegar forçosament els cossos dels presos. El 2017, el Departament d'Estat dels EUA va al·legar que s'havia construït un crematori a la presó per disposar dels cossos dels executats.
El 8 de desembre de 2024 la presó va ser presa per les forces rebels mentre avançaven direcció a Damasc. L'administració de la presó va acceptar lliurar la presó a les forces rebels a canvi de la seva retirada segura. Després de la presa de possessió, els reclusos restants a la part "blanca" de la presó de Sednaya van ser alliberats de les instal·lacions i els rebels estan en procés d'alliberar els presos de la part "vermella" més profunda de la presó.
Sednaya va ser considerada la més notòria de la xarxa de presons del règim d'Assad i un símbol de la repressió del règim a causa de la tortura, l'agressió sexual i les execucions massives. Després de la seva captura el 2024, Hayat Tahrir al-Sham va publicar una llista de personal de la presó en fuga, que es va convertir en objectiu de captura dels fugitius més buscats a Síria després de la família Assad.

## Descripció
La presó de Sednaya es troba a 30 quilòmetres al nord de la capital siriana, Damasc, a Rif Dimashq.
La presó consta de dos edificis amb un total de 10.000 a 20.000 detinguts i està sota la jurisdicció del ministre de Defensa mentre està operada per la Policia Militar. Els detinguts solien passar mesos o anys detinguts en un altre lloc abans de ser traslladats a Sednaya, especialment després de la crisi del 2011. La manera com van ser traslladats els detinguts a aquest centre ha estat reconeguda i criticada internacionalment, principalment per Amnistia Internacional. Els trasllats solien tenir lloc després de celebrar judicis injustos en un tribunal militar secret. En entrevistes a Amnistia, els presoners van descriure els judicis com una farsa perquè només duraven entre un i tres minuts. Mentre que a alguns presos se'ls diria que eren traslladats a una presó civil quan, en canvi, havien de ser executats, altres detinguts ni tan sols podien veure un jutge.
Sednaya va ser considerada la més notòria de la xarxa de presons del règim d'Assad i un símbol de la repressió del règim a causa de la tortura, l'agressió sexual i les execucions massives. El 2012, Human Rights Watch va documentar 27 d'aquests centres de detenció a Síria, molts a Damasc. L'escala dels abusos i la mort en aquestes instal·lacions va ser revelada per Caesar, un fotògraf forense de la Policia Militar. Segons la Xarxa Síria pels Drets Humans (SNHR), més de 136.614 persones, entre elles 3.698 nens i 8.504 dones, van ser detingudes a les presons sirianes durant la guerra civil siriana entre març de 2011 i desembre de 2024.

### Sales de sal
A Sednaya hi havia almenys dues anomenades "sales de sal", amb la primera obertura ja el 2013. Una, situada al primer pis de l'"Edifici Roig", era una sala rectangular de 20 per 26 peus. Un altre, feia 13 peus per 16,5 peus sense lavabo. Les habitacions tenien una capa de sal generalment per desglaçar les carreteres i s'utilitzaven com a tanatoris per conservar els cadàvers en absència de tanatoris refrigerats. Quan un detingut a Sednaya moria, el seu cos es deixava dins d'una cel·la amb altres reclusos durant dos o cinc dies abans de ser portat a la sala de sal. La sal gemma utilitzada a Sednaya provenia de Sabkhat al-Jabbul a la província d'Alep.

### Acusació de crematori
El 15 de maig de 2017, el Departament d'Estat dels Estats Units va acusar el govern sirià d'utilitzar un crematori per amagar els assassinats massius que tenien lloc a la presó i per destruir proves que poguessin utilitzar-se per processar crims de guerra, a partir de fotografies desclassificades per satèl·lit. Segons el Departament d'Estat, les fotografies, fetes durant diversos anys a partir del 2013, mostraven un edifici del complex de la presó que va ser modificat per donar suport al crematori. No va demostrar que l'edifici fos un crematori, però va mostrar una construcció coherent amb aquest ús. El Departament d'Estat, més tard, va permetre que la fusió de la neu al terrat presentada com una de les proves podria indicar una part més càlida d'un edifici. Més de mitja dotzena de sirians van dir al New York Times que van ser testimonis de la crema de cossos o van olorar olors que els van fer preguntar si s'estaven cremant cossos. Amnistia Internacional, que s'havia entrevistat amb antics guàrdies i reclusos de la presó, va afirmar que cap d'ells havia parlat de l'existència del crematori. Segons els fugits, els cossos dels difunts van ser enterrats fora del recinte.
El New York Times va revelar informes de fonts de l'oposició siriana i antics detinguts sobre l'existència de crematoris en altres centres de detenció del govern sirià, com la base aèria de Mezzeh, i fets anteriors de les forces governamentals o milícies cremant cossos.

## Història

### Establiment
Els esforços per establir la presó de Sednaya van començar el 1978, quan el govern sirià va confiscar terres als terratinents locals, assignant-les al Ministeri de Defensa per construir una presó. La construcció va començar el 1981 i va acabar el 1986, amb l'arribada dels primers detinguts el 1987.

### Massacre de 2008
Segons el Comitè de Drets Humans de Síria, la policia militar va canviar tots els panys de les cel·les de la presó la nit del 4 de juliol de 2008. El mateix dia, es va iniciar una operació de recerca per tots els quarts de la presó en què els guàrdies de seguretat trepitjaven còpies de l'Alcorà. L'acte va provocar la fúria entre els detinguts musulmans que es van afanyar a recollir les còpies de l'Alcorà. Els guàrdies van obrir foc i van matar nou dels presoners. Entre els nou presoners assassinats, van poder identificar vuit d'ells, aquests van ser: Zakaria Affash, Mohammed Mahareesh, Abdulbaqi Khattab, Ahmed Shalaq, Khalid Bilal, Mo'aid Al-Ali, Mohannad Al-Omar i Khader Alloush. Després d'aquest incident s'han registrat enfrontaments on el nombre total de víctimes va arribar als 25 detinguts. Tanmateix, el comitè no va poder determinar la seva identitat.
Human Rights Watch, a través de la seva directora regional Sarah Leah Whitson, va demanar al president Bashar al-Assad que ordenés immediatament una investigació independent sobre l'ús de la força letal per part de la policia a la presó de Sednaya. SANA, l'agència de notícies oficial siriana, va emetre un breu comunicat de premsa el 6 de juliol en què afirmava que "un nombre de presos... van incitar el caos i van trencar l'ordre públic a la presó i van atacar altres companys presos... durant una inspecció de l'administració de la presó". L'agència va informar que la situació va requerir "la intervenció de la unitat de guàrdies per posar ordre a la presó". Ammar al-Qurabi, director de l'Organització Nacional dels Drets Humans, va comentar l'alliberament de SANA demanant la creació d'un comitè d'activistes que pugui visitar els detinguts i comprovar les seves condicions i va confirmar que el nombre de presos a Sednaya era d'entre 1500 i 2000. Uns 200 d'ells tenien antecedents islàmics i la majoria van participar en la guerra de l'Iraq. Al-Qurabi va cridar a investigar els autors de la massacre i anunciar el resultat de la investigació. Així mateix, va demanar que es milloressin les condicions de vida i l'atenció mèdica dels detinguts.

### Guerra Civil siriana
Després de mesos de protestes antigovernamentals l'any 2011, molts presos, inclosos detinguts laics i islamistes, van ser alliberats en diverses amnisties. Zahran Alloush, Abu Shadi Aboud (germà de Hassan Aboud) i Ahmed Abu Issa van ser alguns dels presoners més destacats alliberats de la presó. Després del seu alliberament, molts van prendre les armes contra el govern i es van convertir en líders de grups rebels islamistes com Jaix al-Islam, Ahrar aix-Xam i brigada Suqour aix-Xam a la Guerra Civil siriana.

### Caiguda del règim d'Assad
El 8 de desembre de 2024, durant la caiguda del règim d'Àssad, la presó va ser capturada pels rebels, que immediatament van començar a alliberar presos polítics. Molts dels detinguts estaven molt contents mentre que altres estaven confosos. A les xarxes socials van aparèixer vídeos i imatges que mostraven les càmeres de seguretat de persones empresonades, incloses famílies i nens.
Els sirians sospitaven que la presó tenia una secció "blanca" sobre terra, i una regió "vermella" sota terra, a tres nivells de profunditat i menys accessible. Els rebels van entrar a la secció de dones de la presó, on algunes havien estat empresonades al costat dels seus fills, i van començar a alliberar-les. Els rebels es van identificar com a tals i van informar els presos que Bashar al-Assad havia caigut i van instar els presos a "anar allà on volguessin". La reacció inicial va ser incredulitat i confusió entre els reclusos. Alguns presoners detinguts durant dècades no eren conscients de la mort d'Hafez al-Assad, creient que els soldats iraquians sota Saddam Hussein havien envaït Síria per alliberar-los.
Durant la presa de possessió, els rebels van descobrir cel·les subterrànies sota l'edifici principal de la presó, on desenes d'homes estaven reclosos en condicions de completa foscor. Els crits d'auxili dels presoners atrapats als túnels van motivar els rebels a intentar trencar les barreres de formigó per accedir-hi, ja que els talls de llum havien desactivat els sistemes de ventilació. A les cel·les hi havia ampolles de plàstic que s'utilitzaven per emmagatzemar orina i mantes xopes d'aigua. També van trobar una premsa de ferro, que afirmaven s’utilitzava per comprimir les restes dels presoners executats. Molts dels alliberats, profundament traumatitzats fins al punt d’haver oblidat els seus propis noms, van ser traslladats a una mesquita propera per ajudar en la seva identificació. Segons testimonis, el 7 de desembre, abans de l’arribada dels rebels, helicòpters havien aterrat a la presó per evacuar guàrdies i presoners considerats de gran importància.
Els esforços de recerca liderats pels Cascos Blancs van concloure el 9 de desembre i van determinar que no quedaven zones amagades o segellades que poguessin contenir detinguts.

## Condicions
El sirià Mus'ab al-Hariri pertanyia a l'organització prohibida, els Germans Musulmans, i va viure exiliat a l'Aràbia Saudita fins al seu retorn a Síria el 2002 amb la seva mare. Li preocupava que el seu retorn causés problemes al seu fill a causa de la seva posició política, però l'ambaixada de Síria a l'Aràbia Saudita li havia assegurat que això no passaria. Tanmateix, poc després del retorn d'al-Hariri, va ser condemnat per les forces de seguretat sirianes el 24 de juliol de 2002. En el moment de la detenció, només tenia 14 anys. Tot i que el Grup de Treball de les Nacions Unides sobre la Detenció Arbitrària va anunciar que la detenció d'al-Hariri era arbitrària, les autoritats no van fer cap mesura per modificar la seva situació. El grup de treball de l'ONU va basar el seu anunci en la seva valoració que no va rebre un judici just. Quatre qüestions principals que es van plantejar van ser la seva jove edat quan va ser detingut, que havia estat aïllat durant més de dos anys, que havia estat torturat i que va ser condemnat pel SSSC (Tribunal Suprem de Seguretat de l'Estat) el juny de 2005 a sis anys de presó, tot i no tenir proves substancials. L'únic que sabia la SSSC era que al-Hariri pertanyia als Germans Musulmans.
El Comitè de Drets Humans de Síria va informar l'any 2004 sobre la detenció de persones el mateix any per motius polítics. Va oferir advocats i defensors dels drets humans a les persones sospitoses, com en el cas de Mus'ab al-Hariri, i tot i així, centenars de presos van romandre en detenció llarga sense judici o després de sentències executades després de judicis injustos. També s'ha informat que no es va respectar el mal estat de salut dels presos i que aquests es mantenien encara en condicions rigoroses.

### Testimonis
Aquests testimonis es recullen de tres fonts diferents. Dos documentals i una sèrie d'articles: "The Black Box: The Death in Sednaya" d'⁣Al Jazeera, "The Road to Sednaya: We have Changed", Omar Abdullah d'Orient News, i "Sednaya Death speaks", diari Zaman Alwasl. Segons molts detinguts, l'any 2005 Ali Kher Bek es va convertir en el director de la presó i va ser molt estricte i dur amb els detinguts. Va empitjorar les seves condicions de vida aturant les visites i tallant l'electricitat a la presó durant un llarg període.
Diab Serriya, un antic detingut, havia estat acusat de formar un grup juvenil d'oposició. Va ser detingut el 2006 i alliberat el 2011 després d'una amnistia general: "Vam tenir la sensació que els presos es rebel·larien en qualsevol moment perquè la situació de vida era insuportable", fou alguna de les declaracions del moment. Diab va dir que el 26 de març de 2008 va esclatar una baralla entre un presoner i un guàrdia de seguretat, que va provocar la ràbia d'Ali Kher Bek. L'endemà va caminar, amb altres cossos de seguretat, per la presó cridant als presos i insultant-los. Va visitar tots els calabossos de la presó, i les forces de seguretat van arrossegar els presos a càrrec de totes les dependències de la presó i els van castigar. Alguns detinguts no paraven de cridar "Allah Akbar" i colpejant les portes metàl·liques. Va esclatar una rebel·lió i la presó es va descontrolar.
Serriya va dir al diari Zaman Alwasel que les forces de seguretat van utilitzar gasos lacrimògens i van obrir foc a l'aire per intimidar els presos, que la majoria van córrer cap al terrat i van començar a cremar mantes, bosses de plàstic i peces de fusta, per enviar un missatge que la presó estava en caos i calia ajuda urgent. Quan les forces de seguretat no varen poder exercir el control de la presó, el govern va iniciar negociacions amb els presos, a través de les quals va acordar oferir judicis justos als detinguts, permetre de nou les visites familiars, millorar les condicions de vida, augmentar el temps de descans diari, millorar la qualitat de les begudes, prestant una atenció mèdica adequada, a més d'un canvi immediat pel tracte injust als presos. Aquest incident va ser conegut com "La primera rebel·lió" i va durar un dia.
Després d'aquest incident, la presó va entrar en política laxa. Les portes interiors es van deixar obertes tot el temps, els presos van començar a desafiar les forces de seguretat, i el tracte indulgent era evident. L'efecte de "la primera rebel·lió" s'havia prolongat fins al 5 de juliol de 2008, quan el director va llançar una ofensiva per disciplinar els presos. Es van desencadenar moltes baralles entre els presoners i la policia militar fins que els presoners els van dominar. A més d'exercir el control de tota la presó, i retenir més de 1245 de 1500 de la policia militar. Des de la tanca exterior de la presó, les forces de seguretat van obrir foc i van matar el primer grup, que va intentar fugir de la presó per les situacions insuportables. El grup era: Wael al-Khous, Zakaria Affash, Daham Jebran, Ahmed Shalaq, Mohammed Abbas, Hassan Al-Jaberie, Mohammed Eld Al-Ahmad, Khader Alloush, Abdulbaqi Khattab, Maen Majarish i Mo'aid Al-Ali. Tement l'ofec dels gasos lacrimògens i la fugida de les escenes sagnants a l'interior de l'edifici, els presoners van arrossegar alguns dels ostatges fins al terrat perquè es poguessin comunicar amb les forces militars de fora i trobar una sortida al dilema. No obstant això, les forces governamentals van obrir foc i van matar gairebé 30 ostatges de la policia militar i alguns presoners que anaven amb ells. A més de 10 ostatges van ser assassinats pels presoners i 6 es van suïcidar per por de ser assassinats pels presos.
Després d'una llarga batalla, els reforços militars de la capital van arribar a Sednaia i van assetjar la presó. Alguns van intentar entrar, però fou en va. Després de 10 dies de negociacions, el govern va acordar evacuar els ferits que havien patit tortures a l'hospital de Tishreen i sis d'ells van morir sota tortura allà. El govern es va comprometre a castigar els autors i va dir als presos que el director de l'hospital de Tishreen va ser acomiadat. També va millorar la qualitat de la beguda dins del recinte. Durant aquest temps els presoners van alliberar els ostatges. I aparegué un millor tractament però no per molt de temps.

### Altres violacions dels drets humans
Segons un informe d'Amnistia Internacional del 2017, fins a 13.000 persones van ser penjades en 5 anys a Sednaya. Segons l'informe, a partir d'entrevistes amb antics reclusos, jutges i guàrdies, grups de fins a 50 persones van ser retirats de les seves cel·les per a judicis arbitraris, colpejats i penjats. La majoria de les víctimes eren civils que es creu que s'oposaven al govern de Bashar al-Assad.
La massacre de la presó de Sednaya no va ser l'únic incident de violacions dels drets humans en la història de la presó. Altres exemples van des de testimonis particulars de persones que havien estat empresonades a Sednaya fins a filtracions organitzades i investigacions fetes sobre el tema. Omar al-Shogre, un adolescent sirià ha declarat que havia passat per 11 presons sirianes durant els seus diversos anys de presó. Sednaya va ser el final. Havia descrit els fets a Sednaya com a començat amb una "festa de benvinguda" durant la qual els nous reclusos van ser colpejats amb "peces metàl·liques d'un tanc". En el cas de Shogre, un oficial va colpejar deu reclusos nouvinguts. Afirma que "durant 15 dies no va poder obrir els ulls ni aixecar-se". Després d'un mes a Sednaya, Shogre va ser portat a un judici sota les acusacions de terrorisme. El judici, digué que durà 5 segons. Allà va contreure tuberculosi i va presenciar el que creu que és un fet de "collita d'òrgans".
Sednaya havia passat a l'atenció pública quan es va donar a conèixer l'⁣informe dels detinguts sirians de 2014, també conegut com l'informe Caesar. Va ser descrit per l'equip legal format pel molt honorable Sir Desmond De Silva QC, l'antic fiscal en cap del Tribunal Especial de Sierra Leone, el professor Sir Geoffrey Nice QC, l'antic fiscal principal de l'expresident Slobodan Milošević de Iugoslàvia, abans la Tribuna Penal Internacional per a l'antiga Iugoslàvia, i el professor David M. Crane, primer fiscal en cap del Tribunal Especial per a Sierra Leone, amb l'ajuda d'un equip forense. Els equips legals i forenses van arribar a la conclusió que les fotos que va fer Cèsar eren creïbles i que mostraven clarament "indicis de fam, pallisses brutals, estrangulació i altres formes de tortura i assassinat". Tot i que la majoria de les 55.000 fotos que inclouen unes 11.000 víctimes de l'informe provenen d'altres centres de detenció de Damasc, algunes d'elles també són de la presó de Sednaya. Els presoners també eren traslladats sovint entre diferents instal·lacions: alguns detinguts eren traslladats a Sednaya des de la branca de la Força Aèria de Mezze, mentre que altres eren traslladats de Sednaya a Tishreen. A principis de 2017, la presó militar de Sednaya va tornar a ser tema de controvèrsia pública quan es va publicar un informe d'Amnistia Internacional el 7 de febrer. L'informe, fruit de la investigació realitzada per Amnistia Internacional que va tenir lloc entre desembre de 2015 i desembre de 2016, planteja una gran quantitat d'acusacions contra el govern sirià. Al·lega que el govern ha autoritzat, en les seves màximes instàncies, l'assassinat de milers de persones a la presó de Sednaya des del 2011. Després d'entrevistar 84 persones, de les quals 31 eren antics detinguts, Amnistia Internacional va concloure que el govern va implementar tortura sistemàtica a Sednaya. Un antic detingut, Salam, un advocat d'Alep va descriure el procés de tortura:
| « | (anglès) The soldiers will practice their 'hospitality' with each new group of detainees during the 'welcome party'… You are thrown to the ground and they use different instruments for the beatings: electric cables with exposed copper wire ends – they have little hooks so they take a part of your skin – normal electric cables, plastic water pipes of different sizes and metal bars. Also, they have created what they call the 'tank belt', which is made out of tyre that has been cut into strips... They make a very specific sound; it sounds like a small explosion. I was blindfolded the whole time, but I would try to see somehow. All you see is blood: your own blood, the blood of others. After one hit, you lose your sense of what is happening. You're in shock. But then the pain comes. | (català) Els soldats practicaren la seva 'hospitalitat' amb cada nou grup de detinguts durant la 'festa de benvinguda'... Et tiraven a terra i feien servir diferents instruments per a les pallisses: cables elèctrics amb extremitats de fil de coure al descobert, també ganxos, així que agafaven una part de la teva pell: cables elèctrics normals, canonades d'aigua de plàstic de diferents mides i barres metàl·liques. També crearen el que anomenaren el 'cinturó del dipòsit', que estava fet de pneumàtic que s'ha tallat en tires... Fan un so molt concret, sembla una petita explosió, i t'embenaven els ulls, però d'alguna manera intentaves veure-ho: notant en la teva sang el dolor d'altres. Després d'un cop, perdies la sensació del que estava passant. | » |
| — | | |   |

Un altre antic detingut és Samer al-Ahmed que, de manera regular, es veia obligat a esprémer el cap per la petita escotilla que hi ha prop de la part inferior de la porta de la seva cel·la. Després va ser redreçat pels guàrdies de la presó quan aquests, amb tot el seu pes, li van saltar al cap. Això requeria que el cap d'al-Ahmed estigués pressionat contra la vora de l'escotilla. Els guàrdies continuarien la tortura fins que la sang començava a fluir per terra.
Els mètodes de tortura a Sednaya variaven. Un dels testimonis va descriure una tècnica d'interrogatori comuna anomenada shabeh: "Em van fer parar al barril i em van lligar la corda al voltant dels canells. Llavors em van emportar el barril. No hi havia res sota els meus peus. Estaven penjant. De cop van portar tres pals... pegant-me per tot arreu... Després d'acabar de colpejar-me amb els pals de fusta, van anar pegant el meu cos. Se sentia com un ganivet excavant-me el cos, tallant-me". Altres mètodes de tortura consistien a deixar les persones en posicions d'estrès mentre les colpejaven o les torturaven amb electricitat.
En descriure la naturalesa de la tortura en curs a la presó, l'informe d'Amnistia afirmà:
| « | (anglès) In Saydnaya, torture is not used to force a detainee to “confess”, as it is in branches of the security forces, but instead as a method of punishment and degradation. The most common form of torture used at Saydnaya is regular and brutal beatings. Detainees told Amnesty International that the beatings they endured were sometimes so severe that they caused life-long damage and disability or death... Former detainees told Amnesty International that they were also subjected to sexual violence at Saydnaya, including rape. According to former detainee “Hassan”: “They were making people take their clothes off, and touch each other in sensitive places, and rape each other too. I went through this only one time, but I heard about it happening so much. | (català) A Saydnaya, la tortura no s'utilitza per obligar un detingut a "confesar", com passa a les branques de les forces de seguretat, sinó com a mètode de càstig i degradació. La forma més comuna de tortura utilitzada a Saydnaya són les pallisses regulars i brutals. Els detinguts van dir a Amnistia Internacional que les pallisses que patien de vegades eren tan greus que causaven danys per a tota la vida i discapacitat o la mort... Els antics detinguts van dir a Amnistia Internacional que també van ser objecte de violència sexual a Saydnaya, inclosa una violació. Segons l'antic detingut “Hassan”: “Estaven fent que la gent es tragués la roba, es toqués en llocs sensibles i també es violés. Només vaig passar per això una vegada, però vaig saber que passava tant. | » |
| — | | |   |

Els detinguts també van ser privats de menjar i aigua, i havien estat violats i obligats a violar-se mútuament. Un dels testimonis diu: "Em van colpejar fins que vaig quedar estirat a terra i després em van donar una puntada de peu amb les botes militars, als llocs on m'han operat el maluc, fins que em vaig desmaiar. Quan em vaig despertar, estava de nou a la cel·la solitària -m'havien arrossegat des d'aquella habitació-, però els pantalons m'havien obert i s'havien mogut una mica, la meva abaya [bata de cos sencer] estava oberta i la meva samarreta estava oberta. Tot em feia mal, així que no podia saber si m'havien violat a tot arreu". Quan aconseguien menjar, sovint se'ls barrejava amb sang. Amnistia Internacional ha aconseguit confirmar els noms de 375 persones executades a la presó de Sednaya, mentre que l'Oficina de l'Alt Comissionat de l'ONU per als Drets Humans i Human Rights Watch, suggereix que desenes de milers de detinguts han mort a Sednaya i altres governs dirigien centres de detenció des del 2011 a conseqüència de les polítiques d'extermini, la mateixa Amnistia Internacional calcula el nombre de morts entre 5.000 i 13.000.
El Ministeri de Justícia de Síria va negar l'informe emès per Amnistia Internacional, qualificant-lo de "mancat de veritat" i considerant que forma part d'una campanya de desprestigi contra el govern sirià. El ministeri de Justícia de Síria considera que la motivació de les acusacions per difamar la reputació internacional del govern sirià provenen de les recents "victòries militars contra grups terroristes".
Hi ha hagut informes repetidament sobre condicions inhumanes per als detinguts a Sednaya (així com altres presons sirianes), que van des de tortura i desnutrició fins a execucions espontànies sense judicis justos.
| «                                                   | (anglès) Seventy-five per cent of people who go into Sednaya do not come out alive. It is a field court, where most 'judges' are from the secret police. | (català) El setanta-cinc per cent de les persones que entren a Sednaya no en surten amb vida. És un jutjat de camp, on la majoria de 'jutges' són de la policia secreta. | » |
| — Un advocat sirià que treballava amb presos a Hama | | |   |

## Reconstrucció per part d'Amnistia de la presó de Sednaya
Fins i tot nasqueren nens dins de la presó a causa de la brutal violació de les dones per part dels guàrdies. A més, no només les dones varen ser violades, els nens i els homes també foren objecte de violacions i agressions sexuals.
La manca d'accessibilitat als informes de periodistes i grups de seguiment ha fet molt difícil trobar informació fiable sobre la presó. Les úniques fonts disponibles sobre els incidents a la presó de Sednaya provenen dels records d'antics detinguts. L'abril de 2016, Amnistia Internacional i Forensic Architecture van viatjar a Turquia per conèixer cinc supervivents de Sednaya. Els investigadors van utilitzar models arquitectònics i acústics per reconstruir la presó i les experiències dels supervivents a la detenció. Com que no hi havia imatges de la presó i com que els presoners es van mantenir a la foscor sota un silenci estricte, els investigadors van haver de dependre totalment dels seus records i de l'experiència aguda del so, els passos, l'obertura i el tancament de la porta i el degoteig d'aigua a les canonades, entre altres coses. . El fet que els presoners poques vegades veiessin la llum del dia, es van veure, en conseqüència, obligats a desenvolupar una relació aguda amb el so. Haver de tapar-se els ulls amb les mans sempre que un guàrdia entrava a l'habitació els feia sintonitzar amb els sons més petits. En una entrevista en vídeo, un antic detingut de Sednaya digué: "Intentes construir una imatge a partir dels sons que sents. Coneixes la persona pel so dels seus passos. Pots dir els temps dels menjars pel so del bol. Si sentiu crits, sabeu que han arribat els nouvinguts. Quan no hi ha crits, sabem que estan acostumats a Sednaya". El so es va convertir en l'instrument amb el qual els reclusos navegaven i mesuraven el seu entorn. Per tant, el so també es va convertir en una de les eines essencials amb les quals es podia reconstruir digitalment la presó. L'artista sonor Lawrence Abu Hamdan va utilitzar una tècnica de "perfil d'eco" que li va permetre decidir la mida de les cel·les, les escales i els passadissos. Va reproduir diferents reflexos sonors i va demanar als antics reclusos que coincidís aquests tons de diferents nivells de decibels amb els nivells d'incidents concrets dins de la presó.
A partir d'aquests testimonis i amb l'ajuda d'un arquitecte que treballa amb programari de modelatge 3D, Amnistia i Forensic Architecture han construït una maqueta de tota la presó. Segons recordaven, els testimonis van afegir objectes com eines de tortura, mantes, mobles i zones on recordaven que s'utilitzaven. A Sednaya, l'arquitectura de la presó emergeix no només com un lloc de tortura sinó com un instrument en la seva perpetració. El projecte d'Arquitectura Forense sobre Sednaya forma part d'una campanya més àmplia d'Amnistia Internacional. També pretén pressionar el govern sirià perquè permeti l'entrada de monitors independents als centres de detenció. Amnistia va instar Rússia i els Estats Units a utilitzar el seu poder per admetre monitors independents per investigar les condicions a les presons de tortura de Síria.
L'Informe d'Amnistia 2017 conclogué:
| « | (anglès) Saydnaya Military Prison is a human slaughterhouse. The bodies of Saydnaya’s victims are taken away by the truckload. Many are hanged, secretly, in the middle of the night. Others die as a result of torture, and many are killed slowly through the systematic deprivation of food, water, medicine and medical care. It is inconceivable that this is not authorized by the highest levels of the Syrian political leadership. | (català) La presó militar de Saydnaya és un escorxador humà. Els cossos de les víctimes de Saydnaya són enduts pel camió carregat. Molts són penjats, en secret, enmig de la nit. Altres moren com a conseqüència de la tortura i molts són assassinats lentament a través de la sistemàtica privació d'aliments, aigua, medicaments i atenció mèdica És inconcebible que això no estigui autoritzat pels més alts nivells del sirià lideratge polític. | » |
| — | | |   |

## ADMSP
L'any 2020 es va crear l'Associació de Detinguts i Desapareguts a la Presó de Sednaya (ADMSP) per donar suport als detinguts a la presó i als seus familiars.

## Reclusos notables
- Zahran Alloush, antic líder de Jaysh al-Islam[60]
- Hassan Aboud, antic líder d'Ahrar ash-Sham
- Abu Yahia al-Hamawi, antic líder d'Ahrar ash-Sham
- Abu Jaber Shaykh, líder principal de Tahrir al-Sham
- Ahmed Abu Issa, líder de la Brigada Suqour al-Sham
- Abu Mohammad al-Adnani, antic líder i portaveu de l'Estat Islàmic de l'Iraq i el Llevant (ISIL)
- Abu Luqman, antic governador de l'ISIL de Raqqah
- Haitham al-Maleh, activista dels drets humans i advocat[61]
- Jihad Qassab, exfutbolista que va ser executat el 30 de setembre de 2016[62]
- Hassan Soufan, antic líder d'Ahrar al-Sham del 2017 al 2018 i comandant general del Front d'Alliberament de Síria.
- Omar Alshogre, director d'assumptes de detinguts del grup de treball d'emergència sirià
- Mazen al-Hamada, activista de Deir ez-Zor. El seu cos va ser descobert el 9 de desembre de 2024.